# Стрельчинин, Дмитрий Евгеньевич
Дми́трий Евге́ньевич Стрельчи́нин (род. 25 апреля 1973, Комсомольск-на-Амуре) — российский боксёр, представитель средней и второй средней весовых категорий. Выступал за сборную России по боксу на всём протяжении 1990-х годов, бронзовый призёр чемпионата Европы, серебряный призёр Игр доброй воли, трёхкратный чемпион национальных первенств. На соревнованиях представлял Хабаровский край, мастер спорта России международного класса.

## Биография
Дмитрий Стрельчинин родился 25 апреля 1973 года в городе Комсомольске-на-Амуре Хабаровского края. В период 1980—1990 годов учился в комсомольской средней школе № 16, затем в 1990—1995 годах был студентом естественно-географического факультета Амурского гуманитарно-педагогического государственного университета.
Активно заниматься боксом начал в возрасте тринадцати лет в местном клубе «Ринг-85» под руководством заслуженного тренера Сергея Ивановича Гондуркаева. Впервые заявил о себе на взрослом всероссийском уровне в 1994 году, выиграв чемпионат России в средней весовой категории. Принимал участие в Играх доброй воли в Санкт-Петербурге, где дошёл до четвертьфинала, проиграв соотечественнику Сергею Караваеву. Год спустя был вторым в зачёте национального первенства во втором среднем весе, ещё через год вновь был лучшим, повторив это достижение и на чемпионате 1997 года — стал, таким образом, трёхкратным чемпионом страны по боксу. Участник чемпионата мира в Будапеште — победил здесь известного польского боксёра Томаша Адамека, но в четвертьфинале проиграл немцу Дирку Айгенбродту.
Наибольшего успеха на международной арене добился в сезоне 1998 года, когда вошёл в основной состав российской национальной сборной и благодаря череде удачных выступлений удостоился права защищать честь страны на чемпионате Европы в Минске — в итоге привёз отсюда награду бронзового достоинства, проиграв на стадии полуфиналов ирландцу Брайану Мэги. Также в этом сезоне вошёл в число призёров на Играх доброй воли в Нью-Йорке и дошёл до финала на чемпионате России в Белгороде.
В 1999 году на всероссийском первенстве в Челябинске Стрельчинин занял третье место во второй средней весовой категории. Рассматривался в числе основных кандидатов на участие в летних Олимпийских играх 2000 года в Сиднее, однако из-за хронической травмы носа вынужден был завершить спортивную карьеру.
За выдающиеся спортивные достижения удостоен почётного звания «Мастер спорта России международного класса». После завершения карьеры спортсмена работал тренером по боксу в Комсомольске-на-Амуре. Принимал участие в соревнованиях по боксу в качестве судьи, судья международной категории.